# 알렉산드르 드란코프
알렉산드르 오시포비치 드란코프(러시아어: Алекса́ндр О́сипович Дранко́в; 1879–1949)는 러시아의 사진가, 촬영 기사, 영화 감독, 영화 프로듀서였다. 그는 러시아 혁명 전 시네마토그래피의 선구자로 여겨진다.

## 인생
드란코프는 아브람 이오시포비치 드란코프(Абрам Иосифович Дранков)로 태어났다. 정규 교육을 받지 못했음에도 불구하고, 알렉산드르 드란코프와 그의 형 레프는 상트페테르부르크에 사진 스튜디오를 설립했다. 알렉산드르 드란코프는 일러스트레이티드 런던 뉴스와 릴뤼스트라시옹의 해외 사진 특파원으로 일했으며, 두마와 니콜라이 2세의 공식 사진가였다. 드란코프는 또한 프랑스 영화의 제목 카드를 러시아어로 촬영했다. 그의 스튜디오는 파테 카메라와 전기 조명을 보유하는 등 기술적으로 최첨단이었다.

### 1907-1908
1907년 가을, 드란코프는 "영화 아틀리에"라는 영화 스튜디오를 열 것이라고 광고했다. 그의 발표는 파테가 러시아 최초의 다큐멘터리인 돈스코이 카자키 브 모스크베(모스크바의 돈 카자크)를 제작하도록 이끌었으며, 이 영화는 엄청난 성공을 거두었다.:31–32:21
드란코프는 외국 회사가 모스크바에서 보리스 고두노프의 연극을 촬영할 계획이라는 소문을 읽었다. 그러한 계획은 존재하지 않았음에도 불구하고, 그는 소문난 영화를 선점하기 위해 자신만의 영화를 만들기로 결정하고 같은 연극을 공연하고 있는 다른 극장을 찾았다. 촬영은 어려움이 많았다. 극장은 야외였고, 드란코프는 빛의 변화에 따라 세트를 이동하고 재조립해야 했다. 또한 그는 연극의 약 80%를 생략할 자신이 제안한 대본 수정에 대해 배우들과 충돌했다. 결국, 주연 배우가 참여를 거부하면서 영화는 주연 캐릭터 없이 남게 되었다. 드란코프는 결국 자신이 녹화한 푸티지를 보야르 삶의 장면들(Scenes From Boyar Life)과 가짜 드미트리(The False Dmitri)라는 이름으로 상영했다.
드란코프의 스튜디오는 1908년에 17편의 단편 다큐멘터리를 발표했으며, 그중 하나는 활동 중인 화재 장면을 담고 있었다. 드란코프는 표트르 스톨리핀, 마리아 표도로브나, 그리고 함부르크 영화 박람회에 자신의 영화를 상영하여 러시아 최초의 영화 수출작이 되었다.:32 1908년 8월, 그는 레프 톨스토이의 80번째 생일을 촬영했다.:33
1908년 10월 15일, 드란코프는 스테판 라진을 개봉했다. 이 영화의 제작은 여름에 바실리 곤차로프가 드란코프를 고용하여 코사크 지도자에 대한 실험적인 연극을 위한 푸티지를 촬영하면서 시작되었다. 연극은 미리 녹화된 투영된 영화로 시작하고 끝나며, 중간은 라이브로 공연될 예정이었다. 드란코프는 곤차로프를 설득하여 라이브 공연을 위한 내용을 담은 추가 장면을 촬영하게 했다. 곤차로프의 허락 없이, 그리고 그에게 크레딧을 주지 않고, 드란코프는 연극 초연 하루 전에 자신의 푸티지를 독립 영화로 개봉했다. 드란코프는 자신의 스테판 라진 버전을 러시아 최초의 장편 영화로 홍보하며, 미완성된 보리스 고두노프는 무시했다. 이 영화는 즉각적인 성공을 거두며 러시아 영화 산업을 확립하는 데 기여했다. 드란코프는 이 성공에 이어 두 편의 코미디 영화를 제작했다. 그중 하나는 러시아 최초의 코미디 영화였던 열성적인 배트맨(The Zealous Batman)으로 상업적으로 실패했고, 다른 하나는 크레친스키의 결혼(The Marriage of Krechinsky)이라는 촬영된 연극이었다.:35

### 1909-1916
1909년, 드란코프는 미하일 게르첸슈테인의 암살과 장례식에 대한 다큐멘터리를 만들었지만, 러시아 대부분 지역에서 검열되었다.
1909년과 1910년에 드란코프는 레프 톨스토이의 추가 푸티지를 촬영했다. 톨스토이는 드란코프에게 농민들의 삶을 기록하도록 격려했고, 그 목적을 위해 결혼식을 조직하는 데 도움을 주었다. 톨스토이가 사망한 지 두 달 후, 드란코프는 그 푸티지를 농민 결혼식(A Peasant Wedding)이라는 제목으로 발표하며 톨스토이가 직접 쓰고 감독했다고 주장했다.:41–46
드란코프는 동료 러시아 감독 알렉산드르 칸존코프와 라이벌 관계를 형성했으며, 칸존코프의 개봉 예정작을 "방해"하는 것으로 악명 높았다. 즉, 같은 제목, 같은 주제, 또는 같은 원작을 바탕으로 한 경쟁 영화를 먼저 개봉하는 방식이었다. 일반적으로 칸존코프는 자신의 버전을 더 고품질로 마케팅하여 대응했다. 하지만 적어도 한 번은 칸존코프가 드란코프보다 먼저 개봉했다. 또 다른 경우, 드란코프가 1,000루블 상금을 걸고 공개 시나리오 공모전을 시작하자, 칸존코프는 1,500루블을 걸고 자신만의 공모전을 시작했다.:25–29
1913년, 칸존코프는 로마노프 왕조의 300주년을 기념하는 4릴 영화에 대해 발표했다. 이에 맞서 드란코프는 경쟁적인 7릴 영화를 제작하여 니콜라이 2세의 승인을 받고 박물관에서 진품 역사 의상에 접근할 수 있었다. 드란코프는 예브게니 바우어를 세트 장식가로 고용했는데, 이는 바우어가 영화 산업에 진출하는 계기가 되었다.:214 두 영화는 동시에 개봉했지만, 칸존코프의 영화가 더 좋은 평가를 받았다.:64
1914년에서 1915년 사이에 드란코프는 소피아 블류브슈테인에 대한 연작을 만들었다. 이 시리즈는 전례 없는 성공을 거두었으며, 모스크바에서만 11개 극장에서 동시에 상영되었다. 드란코프는 이 성공에 이어 도적 바스카 추르킨(The Robber Vaska Churkin):60과 피비린내 나는 2주(The Bloody Fortnight), 제7계명(The Seventh Commandment)과 같은 자극적인 연작들을 제작했다.:80 1915년 5월, 그는 반독일 폭동을 이용하여 마리 베체라, 합스부르크 왕가 비밀(Mary Vetsera, The Secret of the Habsburg Court)을 개봉했다.:83 1916년, 그의 영화 피로 씻겨진(Washed in Blood)이 혁명가들을 찬양한다는 이유로 금지되자, 그는 이 영화를 그리고리 라스푸틴의 삶의 드라마(A Drama from the Life of Grigori Rasputin)라는 제목으로 재개봉했다.

### 1917-1949
1917년, 러시아 임시정부는 드란코프를 포함한 영화 제작자들을 고용하여 반볼셰비키 영화를 만들게 했다.:103–104 같은 해, 드란코프는 또한 예카테리나 브레시코프스카야를 찬양하는 영화를 만들었다.:119 그 해 말, 영화 재료가 부족해지자 드란코프는 영화 제작을 잠시 중단하고 예카테리나 겔체르의 순회 공연을 관리했다.
1918년, 드란코프는 블라스 도로셰비치와 함께 자신의 소설 중 하나를 영화로 각색한다는 구실로 모스크바를 떠나 키이우로 향했다. 그런 다음 그는 오데사와 크림반도로 도피하여 잠시 동안 다른 난민들과 함께 영화 제작을 재개했다. 1920년, 그는 콘스탄티노폴리스로 떠나 바퀴벌레 경주를 하는 도박 사업을 시작했지만 경찰에 의해 폐쇄되었다. 1923년, 무스타파 케말 아타튀르크가 러시아 난민들을 터키에서 추방하자, 드란코프는 미국으로 떠나 처음에는 뉴욕에서, 그 다음에는 로스앤젤레스에서 살았다. 1927년, 드란코프는 러시아 주제의 영화를 제작하기 위해 할리우드 스튜디오를 설립하려고 시도했지만 실패했다.
드란코프는 1949년 1월 3일 심장마비로 사망했다. 그는 콜마, 캘리포니아의 유대인 영원한 집 묘지에 묻혀 있다.

## 평가와 유산
풍부한 작품량과 대중적 성공에도 불구하고 드란코프의 영화는 비예술적인 것으로 여겨졌다. 그의 영화는 명성 있는 영화관에서 상영되지 않았고, 드란코프는 진지한 연극 감독들을 자신의 스튜디오로 영입할 수 없었다. 그의 영화는 선정적이며 범죄를 가볍게 다룬다는 비판을 받았다.:25–27
러시아 영화에서 중요한 역할을 했음에도 불구하고, 드란코프의 명성은 대체로 부정적이다. 그는 무자비하고 공격적이라는 평판을 얻었으며, "갱스터"로 특징지어지기도 했다.:206–207